# Конаду, Дон-Анджело
Дон-Анджело Кристоффел Аннум-Ассамоа Конаду (нидерл. Don-Angelo Christoffel Annum-Assamoah Konadu; род. 3 мая 2006, Амстердам) — нидерландский футболист, нападающий амстердамского «Аякса», выступающий в Эрстедвизи за фарм-клуб «Йонг Аякс».

## Клубная карьера
Конаду начинал заниматься футболом в клубах СТО ’70 и «Зебюргия», а в 2014 году перешёл в академию амстердамского «Аякса». 3 мая 2023 года подписал свой первый профессиональный контракт с клубом до середины 2025 года. 12 августа 2024 года дебютировал в Эрстедивизи за «Йонг Аякс» в гостевом матче против «Йонг ПСВ» (2:2). 2 октября впервые был включён в заявку основной команды на матч Лиги Европы УЕФА против пражской «Славии». 28 октября «Аякс» объявил о продлении контракта с Конаду до середины 2028 года. 22 ноября забил дебютный гол за «Йонг Аякс», открыв счёт в домашнем матче с «Телстаром» (3:0).
23 февраля 2025 года дебютировал в Эредивизи в домашнем матче с «Гоу Эхед Иглз», выйдя на замену вместо Бертрана Траоре на 89-й минуте. 6 марта дебютировал в Лиге Европы УЕФА, выйдя на замену в домашнем матче с «Айнтрахтом».

## Карьера в сборной
Выступал за сборные Нидерландов до 18 и 19 лет.

## Достижения
Сборная Нидерландов (до 19)
- Чемпион Европы (до 19 лет): 2025

## Статистика выступлений
| Клуб             | Сезон            | Лига | Лига | Кубок | Кубок | Европейские кубки | Европейские кубки | Итого | Итого |
| Клуб             | Сезон            | Игры | Голы | Игры  | Голы  | Игры              | Голы              | Игры  | Голы  |
| ---------------- | ---------------- | ---- | ---- | ----- | ----- | ----------------- | ----------------- | ----- | ----- |
| Йонг Аякс        | 2024/25          | 20   | 1    | —     | —     | —                 | —                 | 20    | 1     |
| Йонг Аякс        | Итого            | 20   | 1    | —     | —     | —                 | —                 | 20    | 1     |
| Аякс             | 2024/25          | 3    | 0    | 0     | 0     | 2                 | 0                 | 5     | 0     |
| Аякс             | Итого            | 3    | 0    | 0     | 0     | 2                 | 0                 | 5     | 0     |
| Всего за карьеру | Всего за карьеру | 23   | 1    | 0     | 0     | 2                 | 0                 | 25    | 1     |